# Révfülöp
Révfülöp är en ort i Ungern.   Den ligger i provinsen Veszprém, i den västra delen av landet, 130 km sydväst om huvudstaden Budapest. Révfülöp ligger 125 meter över havet och antalet invånare är 1 127. Den ligger vid sjöarna  Keszthelyi-öböl Fűzfői-öböl och Balaton.
Terrängen runt Révfülöp är platt åt sydost, men åt nordväst är den kuperad. Runt Révfülöp är det ganska tätbefolkat, med 56 invånare per kvadratkilometer. Närmaste större samhälle är Balatonboglár, 5,9 km söder om Révfülöp. 